# It's Only Rock 'n Roll (But I Like It)
"It's Only Rock 'n Roll (But I Like It)" is een nummer van de Britse band The Rolling Stones. Het nummer werd uitgebracht op hun album It's Only Rock 'n Roll uit 1974. Op 26 juli van dat jaar werd het nummer uitgebracht als de eerste single van het album.

## Achtergrond
"It's Only Rock 'n Roll (But I Like It)" is geschreven door zanger Mick Jagger en gitarist Keith Richards en geproduceerd door The Glimmer Twins, een pseudoniem van Jagger en Richards. Het werd opgenomen aan het eind van 1973 en afgemaakt in de lente van 1974. Hoewel het nummer enkel aan Jagger en Richards wordt toegeschreven, heeft de toekomstige Rolling Stones-gitarist Ron Wood meegeholpen; hij bespeelde tevens de akoestische gitaar. Het nummer werd oorspronkelijk opgenomen in een avond in een studio bij Wood thuis. Op deze opname is David Bowie te horen als achtergrondzanger. Willie Weeks was de basgitarist, terwijl Kenney Jones, die op dat moment net als Wood in de band Faces zat, als drummer optrad. Deze opname is grotendeels gelijk aan de versie die op het album te horen is.
Jagger legde de tekst van "It's Only Rock 'n Roll (But I Like It)" als volgt uit: "Het idee van het nummer heeft te maken met ons imago destijds. Ik werd een beetje moe van mensen die zeiden, 'oh, dit werk is niet zo goed als hun vorige'. Op de singlehoes sta ik met een pen die mij neersteekt alsof het een zwaard is. Het was een luchtig, anti-journalistisch nummer." Jagger vertelde ook dat hij, nadat hij het schreef, direct wist dat het als single zou worden uitgebracht. Hij vertelde dat het zijn antwoord was aan iedereen die hem of de band te serieus nam. Volgens Richards was er enige tegenstand om het nummer als single uit te brengen, maar de band stond erop dat het de eerste single van het album werd. Hij zei dat het nummer voor hem "een klassieker is. De titel is op zichzelf al een klassieker, en dat is het hem juist."
"It's Only Rock 'n Roll (But I Like It)" werd een hit, met een tiende plaats in de UK Singles Chart en een zestiende plaats in de Amerikaanse Billboard Hot 100 als hoogste noteringen in die landen. De single kende het grootste succes in Ierland en in de voorloper van de Waalse Ultratop 50, waar het in beide gevallen tot de zesde plaats kwam. In Nederland kwam de single tot de zeventiende plaats in de Top 40 en de dertiende plaats in de Nationale Hitparade. De videoclip bij het nummer werd geregisseerd door Michael Lindsay-Hogg. Hierin is de band te zien in matrozenpakken en spelen zij in een tent die langzaam met zeepsop gevuld wordt.
In 1999 werd een cover van "It's Only Rock 'n Roll (But I Like It)" opgenomen door de supergroep Artists for Children's Promise, die bestond uit een groot aantal internationale artiesten. Op 9 december 1999 werd deze single uitgebracht, waarbij de opbrengsten gingen naar het goede doel Children's Promise. Het bereikte de negentiende plaats in het Verenigd Koninkrijk, terwijl in Nederland de zesde plaats in de Tipparade en de 55e plaats in de Mega Top 100 gehaald werden. De groep bestond uit Keith Richards, Spice Girls, Jon Bon Jovi, Kid Rock, Mary J. Blige, Kelly Jones (Stereophonics), Kéllé Bryan, Jay Kay (Jamiroquai), Ozzy Osbourne, Womack & Womack, Lionel Richie, Bonnie Raitt, Dolores O'Riordan (The Cranberries), James Brown, Mick Jagger, Robin Williams, Jackson Browne, Iggy Pop, Chrissie Hynde, Skin (Skunk Anansie), Annie Lennox, Mark Owen, Natalie Imbruglia, Fun Lovin' Criminals, Dina Carroll, Gavin Rossdale (Bush), B.B. King, Joe Cocker, The Corrs, Steve Cradock en Simon Fowler (Ocean Colour Scene), Ronan Keating, Ray Barretto, Herbie Hancock, Francis Rossi en Rick Parfitt (Status Quo), S Club 7 en Eric Idle.

## Hitnoteringen

### The Rolling Stones

#### Nederlandse Top 40
| Hitnotering: 17-08-1974 t/m 14-09-1974 | Hitnotering: 17-08-1974 t/m 14-09-1974 | Hitnotering: 17-08-1974 t/m 14-09-1974 | Hitnotering: 17-08-1974 t/m 14-09-1974 | Hitnotering: 17-08-1974 t/m 14-09-1974 | Hitnotering: 17-08-1974 t/m 14-09-1974 | Hitnotering: 17-08-1974 t/m 14-09-1974 |
| Week                                   | 1                                      | 2                                      | 3                                      | 4                                      | 5                                      |                                        |
| -------------------------------------- | -------------------------------------- | -------------------------------------- | -------------------------------------- | -------------------------------------- | -------------------------------------- | -------------------------------------- |
| Nummer                                 | 30                                     | 20                                     | 17                                     | 17                                     | 28                                     | uit                                    |

#### Nationale Hitparade
| Hitnotering: 10-08-1974 t/m 14-09-1974 | Hitnotering: 10-08-1974 t/m 14-09-1974 | Hitnotering: 10-08-1974 t/m 14-09-1974 | Hitnotering: 10-08-1974 t/m 14-09-1974 | Hitnotering: 10-08-1974 t/m 14-09-1974 | Hitnotering: 10-08-1974 t/m 14-09-1974 | Hitnotering: 10-08-1974 t/m 14-09-1974 | Hitnotering: 10-08-1974 t/m 14-09-1974 |
| Week                                   | 1                                      | 2                                      | 3                                      | 4                                      | 5                                      | 6                                      |                                        |
| -------------------------------------- | -------------------------------------- | -------------------------------------- | -------------------------------------- | -------------------------------------- | -------------------------------------- | -------------------------------------- | -------------------------------------- |
| Nummer                                 | 18                                     | 16                                     | 13                                     | 15                                     | 23                                     | 26                                     | uit                                    |

#### NPO Radio 2 Top 2000
| Nummer met noteringen in de NPO Radio 2 Top 2000 | '00  | '01 | '02  | '03  | '04  | '05  | '06  | '07 | '08  | '09-'11 | '12  |
| ------------------------------------------------ | ---- | --- | ---- | ---- | ---- | ---- | ---- | --- | ---- | ------- | ---- |
| It's Only Rock 'n Roll (But I Like It)           | 1331 | -   | 1381 | 1376 | 1597 | 1797 | 1745 | -   | 1881 | -       | 1884 |

1. ↑  Een '-' betekent dat het nummer niet was genoteerd en een vetgedrukt getal geeft de hoogste notering aan.
2. ↑  2000 was het eerste jaar met een notering voor dit nummer.
3. ↑  Deze tabel is bijgewerkt tot en met de laatste editie (2024).

### Artists for Children's Promise

#### Mega Top 100
| Hitnotering: 25-12-1999 t/m 22-01-2000 | Hitnotering: 25-12-1999 t/m 22-01-2000 | Hitnotering: 25-12-1999 t/m 22-01-2000 | Hitnotering: 25-12-1999 t/m 22-01-2000 | Hitnotering: 25-12-1999 t/m 22-01-2000 | Hitnotering: 25-12-1999 t/m 22-01-2000 |
| Week                                   | 1                                      | 2                                      | 3                                      | 4                                      |                                        |
| -------------------------------------- | -------------------------------------- | -------------------------------------- | -------------------------------------- | -------------------------------------- | -------------------------------------- |
| Nummer                                 | 55                                     | 55                                     | 59                                     | 76                                     | uit                                    |